# Imeldange
Imeldange, également orthographié Immeldange, est une localité de la commune française de Bertrange dans le département de la Moselle et la région Grand Est.

## Géographie
Imeldange est situé dans le pays thionvillois, sur la rive droite de la Moselle et représente la majeure partie de la commune de Bertrange-Imeldange. La partie Bertrangeoise du village est la partie située en bas du village de l'autre côté de la départementale 1 (D1) qui symbolise ainsi la séparation. Bertrange est composé de la route de Thionville, la route de Metz ainsi que de la rue de Vourles, qui est appelée par les locaux le "vieux Bertrange" en référence aux maisons Lorraines mitoyennes de part et d'autre de la rue. 

## Toponymie
- Anciennes mentions : Emmeldingen (1240), Oberemelingen (1416), Immelding (1606)[1], Imeldange (1756)[1], Emeldinge (1792)[2].
- En allemand : Imeldingen[1]. En platt (francique lorrain) : Immeldangen[3] et Immeldéngen.

## Histoire
Dépendait du bailliage de Thionville.

## Monuments
- Château d'Imeldange, baptisé château de la Sibérie. Bombardé pendant la Seconde Guerre mondiale, en 1944, il a été rasé en 1966
- Chapelle Saint-Laurent. Chapelle primitive, limite XVIe siècle XVIIe siècle, détruite. Reconstruite en 1786 (date portée par le linteau de la porte). Clocher mur, milieu XXe siècle, remplace la tour clocher au-dessus du chœur